# Stoomgemaal Winschoten
Het Stoomgemaal Winschoten is een stoomgemaal aan de noordzijde van Winschoten, bij de buurtschap Oostereinde.

## Inleiding
Het Stoomgemaal te Winschoten is een van de negen stoomgemalen die er nog over zijn in Nederland. Het is het enige vijzelstoomgemaal ter wereld.
De stoommachine stamt uit 1895. De ketel is gebouwd in 1935 door de firma Ten Horn.

## Geschiedenis
Op de plaats waar nu het Museum Stoomgemaal staat, werden in 1803 twee watermolens gebouwd. Ruig weer en een hevige onweersbui hebben die beide molens te gronde gericht. Dit gebeurde in 1871. Eén molen was nog te herstellen, maar de tweede werd vervangen door een stoominstallatie in 1876, onder meer om minder afhankelijk te zijn van het weer. Het stoomgemaal werd in 1895 uitgebreid met een tweede stoommachine toen bleek dat deze motoren betrouwbaarder en efficiënter waren dan de molens. Het molentijdperk was op deze plaats daarmee ten einde.
In 1929 werd de in 1876 gebouwde stoommachine vervangen door een elektromotor, die gelijk de functie van primaire motor werd toebedeeld. Dit omdat deze motor direct inschakelbaar was, in plaats van het een week van tevoren op te moeten stoken. De herbouwde molen werd in 1917 gesloopt, omdat deze geen functie meer had. In 1971 werd het huidige stoomgemaal gesloten, vanwege een nieuwgebouwd gemaal dat de taken van dit gemaal en vele andere overnam. De laatste machinist Marten van der Laan en zijn zoon Marten, hebben in de jaren die volgden, de stoommachine in een zo goed mogelijk conditie gehouden. In 1983 werd de Stichting tot behoud van de Groninger Stoomwerktuigen opgericht. Deze had als doel het behoud van het stoomgemaal. Gedurende vijf jaar werd het stoomgemaal ingrijpend gerestaureerd en teruggebracht tot in de staat van 1929.

## Heden
De Stichting tot behoud van de Groninger Stoomwerktuigen heeft het stoomgemaal in haar bezit en exploiteert het ook. Het gemaal trekt jaarlijks ongeveer 1300 bezoekers. Voor zowel de exploitatie en het onderhoud leunt de stichting op een team van vrijwilligers die zich met hart en ziel inzetten voor dit bouwwerk, dat sinds 1978 de status van Rijksmonument heeft.

## Trivia
- Toen het stoomgemaal in gebruik werd gesteld, durfden de bestuurders van het waterschap niet dichtbij te komen uit angst dat het gemaal zou ontploffen.
- Als het gemaal op kolen gestookt wordt, dan gebruikt het gemaal een ton kolen per dag en de elektrische motor 700 kilowatt per 8 uur.